# La Douze

La Douze este o comună în departamentul Dordogne din sud-vestul Franței. În 2009 avea o populație de 1.043 de locuitori.

## Evoluția populației
| An        | 1975 | 1982 | 1990 | 1999 | 2006 | 2009  |
| --------- | ---- | ---- | ---- | ---- | ---- | ----- |
| Populație | 700  | 801  | 866  | 902  | 991  | 1.043 |